# Семоняк, Томаш
Томаш Семоняк (пол. Tomasz Siemoniak; род. 2 июля 1967, Валбжих, Польша) — польский государственный и политический деятель. Министр национальной обороны Польши (2011—2015) и вице-премьер Польши с 22 сентября 2014 по 16 ноября 2015 года.

## Образование
Окончил факультет внешней торговли школы экономики в Варшаве, был стипендиатом Университета Дуйсбурга.

## Карьера
Ещё во время учёбы был членом Независимого союза студентов, руководителем студенческой структуры в Варшавской школе экономики. В 1990-х годах состоял последовательно в Либерально-демократическим конгрессе (KLD) и «Унии свободы», потом вступил в партию «Гражданская платформа».
С 1994 по 1996 год работал на польском телевидении, в том числе, в качестве директора 1-й программы.
В 1997 году, координировал работу СМИ в институте общественных дел.
В 1998—2000 годах занимал должность директора департамента прессы и информации министерства национальной обороны, потом в 2002 году занимал должность заместителя главы Польского агентства печати.
С декабря 2000 по июнь 2002 года — вице-президент Варшавы.
В период с 2002 по 2006 год работал на польском радио.
В 2007 году — вице-спикер Мазовецкого воеводства.
26 ноября 2007 года назначен государственным секретарем министерства внутренних дел.
2 августа 2011 года назначен на должность министра обороны в первом правительстве Дональда Туска.
18 ноября 2011 года занял ту же должность в новом кабинете Туска.
22 сентября 2014 года в правительстве Эвы Копач назначен вице-премьером и министром обороны.

## Семья
Женат, имеет дочь и сына.